# Šálkovna
Šálkovna je zaniklá usedlost v Praze 4-Braníku, která se nacházela v ulici Mezivrší jihovýchodně od kostela svatého Prokopa v místech Mateřské školy. Po usedlosti jsou pojmenovány ulice U Šálkovny a Nad Šálkovnou.

## Historie
Vinice v místech usedlosti byla na konci 14. století v majetku novoměstského kláštera augustiniánek u kostela svaté Kateřiny. Koncem 18. století zde vznikl hospodářský dvůr, jehož pozemky ležely v příkrém svahu. Dvorec vlastnil v 19. století židovský obchodník Šálek a na nějaký čas jej přeměnil na synagogu.
Popis
Na rozsáhlé zahradě usedlosti rostlo na 1.200 ovocných a vzácných stromů, část zahrady patřila stromům okrasným a horní plošina zůstala volná. Ve 20. letech 20. století k obytným stavením čp. 32 a 87 patřil skleník, kolna a chlévy a vše bylo oploceno.
Zděné přízemní stavení čp. 32 se zděnou verandou na severní straně mělo tři byty v přízemí a další místnosti v suterénu. Sklepy a přízemí byly klenuté do pasů a pilířů, stropy v přízemí trámové a zastřešené sedlovou střechou. V suterénu se nalézaly tři obytné kuchyně, tři předsíně, tři sklepy a truhlářská dílna. Jednopatrové a jednotraktové zděné stavení čp. 87 podsklepeno nebylo.
Dvůr doplňoval jednoduchý, malý, zděný skleník, zděná kolna s pultovou střechou a chlévy kolem tří stran dvora. Usedlost byla chráněna zdí a vchod měla na jižní straně a vjezd na straně západní.
Po roce 1918
Dvůr měl v majetku pan Vosátko, jehož dědicové jej nabídli k prodeji městu Praze. Město uvažovalo o tom, že zde zřídí školku nebo školu. K prodeji zřejmě nedošlo, protože po roce 1945 byla usedlost vyvlastněna, zbořena pro svůj neutěšený stav a na jejím místě postavena Mateřská škola.